# Монастырь Сорё
Монастырь Сорё (дат. Sorø Kloster) — бывший монастырь, находящийся в датском городе Сорё в центральной Зеландии. Являлся одним из наиболее значимых и богатых монастырей средневековой Дании.

## История
Бенедиктинский монастырь Сорё был основан в 1151 году Ассером Ригом, сыном влиятельного зеландского дворянина Скьяльма Гвиде. Риг провёл последние годы своей жизни в этом монастыре в качестве монаха. Сын Ассера Рига, епископ Абсалон стал влиятельным государственным и военным деятелем. С целью реформировать Сорё, он вытеснил бенедиктинцев цистерцианцами в 1161 году. Один из друзей Абаслона, Педер Странг передал монастырю обширные земли, достаточные для того, чтобы сделать монастырь платёжеспособным.
Цистерцианцы построили в монастыре церковь с использованием новых строительных материалов — больших красных кирпичей. Данная технология была импортирована из северной Германии.
Начиная с этого времени, Сорё начал скупать собственность по всей Дании и его доход превышал доход королевской семьи.
Церковь монастыря стала местом захоронения членов семьи Гвиде. Епископ Абсалон похоронен за главным алтарём. Помимо него, здесь похоронены три датских короля: Кристофер II, Вальдемар IV Аттердаг и Олаф Хаконссон. Маргарита I Датская тоже была погребена здесь, но впоследствии её тело было перезахоронено в соборе Роскилле.
По заказу Абсалона, Саксон Грамматик написал в монастыре Сорё шестнадцать томов исторической хроники «Деяния данов» — одного из важнейших исторических источников по средневековой Дании.
В 1247 году большая часть монастыря сгорела и он пребывал в руинах около десяти лет.
В конце XIII — начале XIV века, монахами монастыря была создана «Датская поземельная книга» — один из важнейших источников информации о социальных условиях и названиях населённых пунктов средневековья.
В 1536 году Дания официально стала лютеранской и католические монастыри стали закрываться по всей стране. Сорё перешёл в собственность короны в 1580 году. В 1586 году в здании монастыря была открыта школа-интернат для мальчиков из богатых знатных семей. Позднее здание было преобразовано в библиотеку. Школа Академия Сорё функционирует по сей день.